# So Small
Singles de Carrie Underwood
I'll Stand by You
(2007) All-American Girl
(2007)
Pistes de Carnival Ride
All-American Girl
(2) Just a Dream
(4)
So Small est le premier single extrait du second album studio Carnival Ride de la chanteuse de musique country américaine Carrie Underwood.